# 芬斯特伦

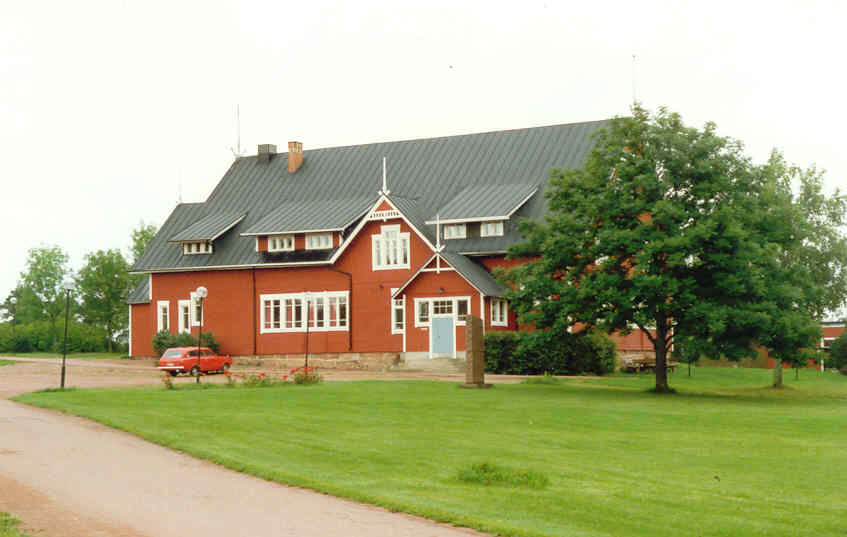
奥兰社区学校

芬斯特伦（瑞典語：Finström）是芬蘭奥兰自治区一市镇，面積172平方公里，該地區自維京人時期有人類居住，2013年人口2,538，人口密度為每平方公里20.59人。

## 外部連結
- 芬斯特伦市镇官方网站 （页面存档备份，存于） （瑞典文） （文） （英文）